# Antje Weisheimer
Antje Weisheimer (* 1972) ist eine deutsche Klimawissenschaftlerin. Sie forscht an der Universität Oxford und am Europäischen Zentrum für mittelfristige Wettervorhersage (EZMW).

## Leben
Weisheimer promovierte im Jahr 2000 in Atmosphärenphysik an der Universität Potsdam. Von 2002 bis 2003 war sie Marie-Curie-Stipendiatin an der London School of Economics and Political Science. Sie war von 2003 bis 2005 als Assistenzprofessorin am Meteorologischen Institut der Freien Universität Berlin tätig. Sie forscht seit 2005 am Europäischen Zentrum für mittelfristige Wettervorhersage (EZMW) und seit 2011 parallel zudem an der Universität Oxford.

## Wirken
Weisheimers Forschung befasst sich schwerpunktmäßig mit modellgestützten Wetter- und Klimavorhersagen und den damit verbundenen Unsicherheiten. Insbesondere erforscht sie die Vorhersagbarkeit auf subsaisonalen, saisonalen bis dekadalen Zeitskalen, die Beurteilung der Modellunsicherheit in Wetter- und Klimavorhersagen sowie die verknüpfte Vorhersage von Wetter und Klima. Auf der Grundlage ihrer Modelle konnten Weisheimer und ihr Mitverfasser aufzeigen, dass sich Naturereignisse wie bspw. die Überschwemmungen in England im Winter 2013/2014 auf den vom Menschen verursachten Klimawandel zurückführen lassen. Weisheimer war eine der Verfasserinnen des Vierten Sachstandsberichts (2007) des Zwischenstaatlichen Ausschusses für Klimaänderungen (IPCC).
Sie ist Editorial Board Member von Scientific Reports und Mitherausgeberin des Quarterly Journals of the Royal Meteorological Society.

## Auszeichnungen
- 1999/00: Michelson-Preis für die beste Promotion des Jahrgangs an der Mathematisch-Naturwissenschaftlichen Fakultät der Universität Potsdam[7]
- 2011: Finalistin des For Women in Science Award[8][2]
- 2011: Shortlist Science of Risk Prize[9]

## Veröffentlichungen (Auswahl)
- Sarah Ineson, Magdalena A. Balmaseda, Antje Weisheimer u. a. (2018). Predicting El Niño in 2014 and 2015. Scientific Reports, 8(1), 10733. doi:10.1038/s41598-018-29130-1
- Nathalie Schaller, Antje Weisheimer, Myles R. Allen u. a. (2016). Human influence on climate in the 2014 Southern England winter floods and their impacts. Nature Climate Change, 6(6), 627. doi:10.1038/nclimate2927
- Antje Weisheimer, Francisco J. Doblas‐Reyes, Thomas Jung, T. N. Palmer (2011). On the predictability of the extreme summer 2003 over Europe. Geophysical Research Letters, 38(5). doi:10.1029/2010GL046455